# Cimitero degli Innocenti
Il cimitero degli Innocenti (in francese: cimetière des Innocents o cimetière des Saints-Innocents) fu un cimitero parrocchiale parigino, costruito nel Medioevo e chiuso verso la fine del XVIII secolo. Fu uno dei più grandi cimiteri e forse il più famoso fra tutti i camposanti esistiti in Parigi. Era situato nell'odierna Place Joachim-du-Bellay, nei pressi del quartiere di Les Halles ed alla Chiesa di Saint-Eustache, a meno di un chilometro a nord dalla Cattedrale di Notre-Dame. Lungo 130 metri e largo circa 65, era delimitato a nord da Rue Aux Fers (oggi Rue Berger), ad est da Rue Saint Denis, a sud da Rue de la Ferronerie e ad ovest da Rue de la Lingerie.
Il cimitero prese il nome dalla vicina Chiesa dei Santi Innocenti, ai tempi situata nell'angolo nord-est della piazza ed anch'essa scomparsa quasi contemporaneamente al cimitero (1787). Il nome attribuito, sia al cimitero, che alla chiesa si riferisce alla Strage degli Innocenti ordinata da Re Erode.
Fu inoltre tristemente noto come "Carnaio degli Innocenti", a causa delle pessime sepolture effettuate nel corso dei secoli, con i corpi accatastati l'uno sull'altro, in modo tale che le ossa crollassero sotto il loro stesso peso, finendo al di là delle mura e che ci fossero anche fuoriuscite di materiali organici, prodotti dalla decomposizione dei cadaveri, che defluivano nelle strade e venendo quindi a contatto dei passanti, con i relativi disagi immaginabili.
Venne chiuso in quanto la situazione di malasanità, generata dall'ormai incontenibile numero di cadaveri sepolti in tali condizioni, fu fonte di epidemie di varia natura. Dal 1786 al 1788 vennero riesumati alcuni corpi e da qui trasportati alle catacombe, nei pressi del Cimitero di Montparnasse.
Durante gli anni in cui il cimitero era attivo, "si diceva che in quella terra un cadavere si decomponesse fino alle ossa abbastanza presto" (J. Huizinga L'Autunno del Medioevo - Milano 2020, pag. 190).

## Storia
Esistono delle fonti primordiali che testimoniano di un precedente cimitero e di un vecchio luogo di culto risalente all'epoca merovingia, situati nel medesimo luogo quando questi si trovavano, durante il V Secolo, fuori le mura della città e scomparsi nel corso del IX Secolo a causa delle incursioni normanne. Tra il 1973 ed il 1974, durante alcuni scavi, furono rinvenuti diversi sarcofagi risalenti a quel periodo.
Secondo altre fonti, nel X Secolo venne eretta una piccola cappella dedicata a San Michele, nel quartiere di Champeaux, l'odierno quartiere di Les Halles. Nel 1130, Luigi VI di Francia promise di sostituire la cappella con una chiesa più grande, intitolata ai Santi Innocenti, posta a nord-est lungo la Rue Saint-Denis e, più o meno contemporaneamente ad essa, sorse l'omonimo cimitero che divenne di proprietà della chiesa medesima. Inizialmente il cimitero venne utilizzato per la sepoltura dei sacerdoti appartenenti alla Chiesa di Saint-Germain-l'Auxerrois, poco tempo dopo ottennero sepoltura anche i cittadini parigini. Ai cadaveri vennero subito assegnati dei singoli sepolcri. Per i cittadini ricchi le sepolture avvenivano mediante bare di legno, mentre i cittadini poveri venivano avvolti da semplici lenzuola.
Nel 1137, sotto il neonato regno di Luigi VII, il cimitero divenne ben presto di notevole importanza quando venne aperto il mercato centrale di Parigi nel quartiere di Champeaux, proprio accanto al cimitero. Il cimitero venne di conseguenza criticato e descritto come un pozzo nero e sporco, con animali vaganti alla ricerca di cibo e per la costante presenza di ladri, vagabondi e prostitute nei suoi paraggi, oltre anche all'"attività" d'intraprendenti tombaroli che saccheggiavano le tombe per estrarre gli organi dai cadaveri e venderli agli studenti di medicina. Il cimitero, fino alla sua chiusura, venne sempre accompagnato da una cattiva reputazione. Sotto il regno di Filippo II, tra il 1185 ed il 1190, fu ampliato e circondato da mura di tre metri d'altezza, divenendo così intramurale.
Nel XIV e nel XV Secolo, a causa della crescita della popolazione e del conseguente sovraffollamento delle inumazioni, fu necessario, lungo le mura del cimitero, ricorrere alla realizzazione di fosse comuni. I cadaveri potevano essere sepolti nella stessa fossa e solo quando una era piena ne sarebbe stata aperta un'altra. Oltre a questo, buona parte delle tombe vennero svuotate per acconsentire gli usi successivi ed ai cittadini promisero di costruire ossari riparati da strutture ad arco, chiamate charniers, sopra le mura che percorrevano tutto il lato ovest lungo la Rue de la Lingerie, il tutto finanziato dallo scrivano Nicolas Flamel.
Tra l'agosto 1424 e la Quaresima del 1425, durante l'Alleanza franco-scozzese, quando Giovanni Plantageneto, I duca di Bedford, governò Parigi come reggente, a seguito della morte di Enrico V di Inghilterra e di Carlo VI di Francia, venne dipinto sulla parete di fondo un murale della Danza Macabra, più precisamente sotto l'ossario del lato sud del cimitero; fu una delle raffigurazioni più antiche e più note di quel periodo, distrutta nel 1669, quando il muro venne demolito e modificato per ampliare un edificio lungo 120 m, posto dall'altra parte della Rue de la Ferronnerie e consentire il passaggio pedonale.

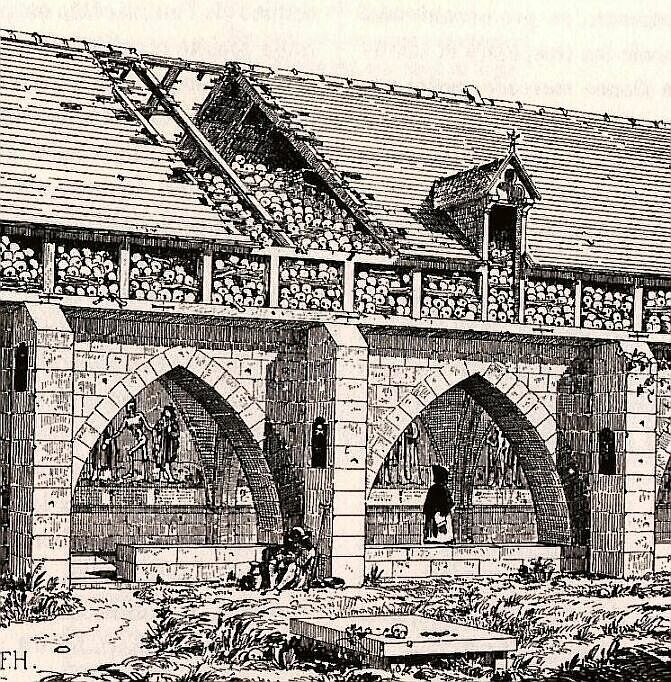
Le arcate con il murale della Danza Macabra.

Nel XVI secolo, l'anatomista rinascimentale Andrea Vesalio vi studiò le ossa dei cadaveri del cimitero.

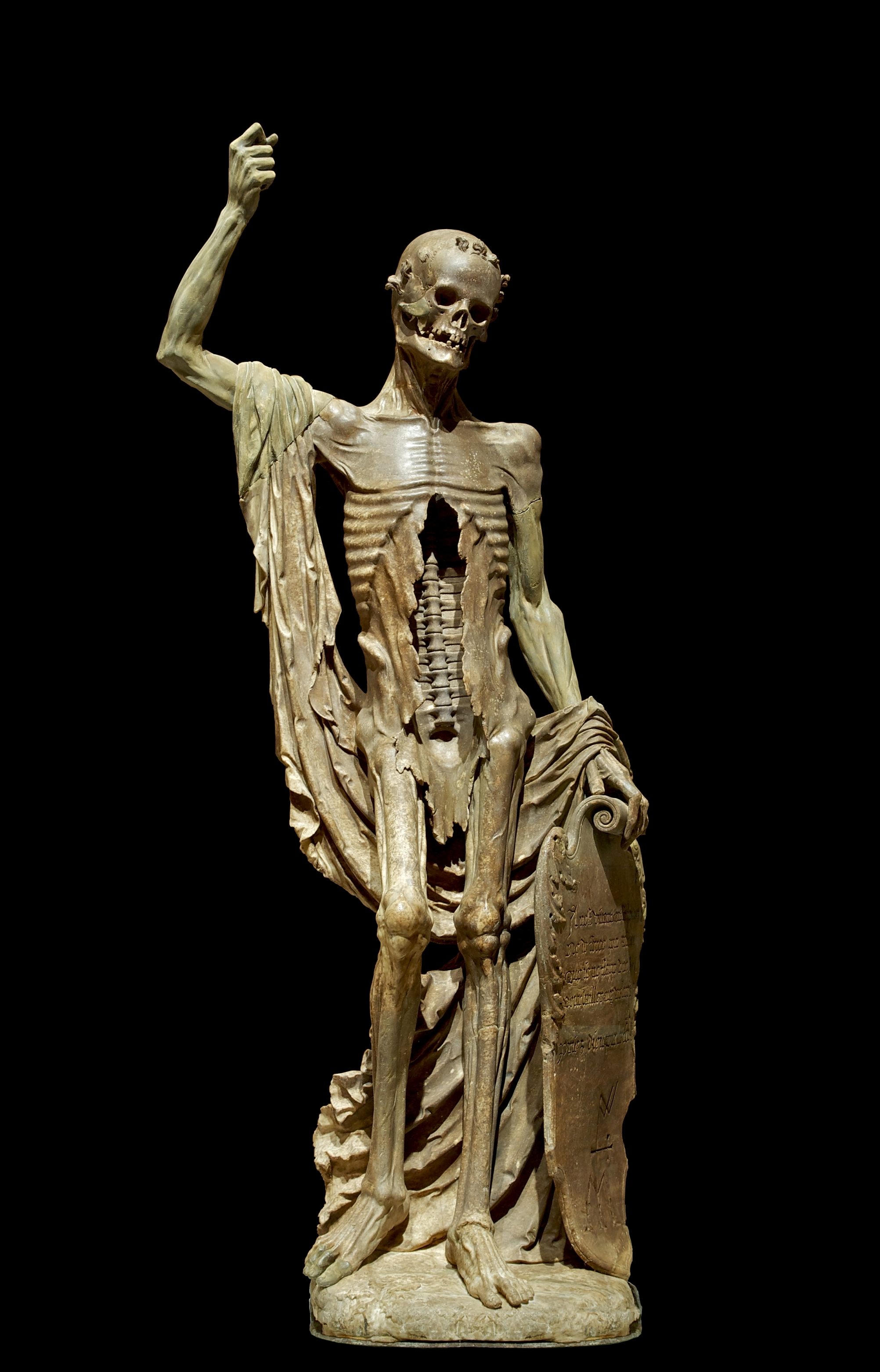
La Mort Saint Innocent; statua in alabastro presente al Cimitero degli Innocenti fra il 1530 ed il 1786, oggi conservata al Museo del Louvre.

Durante il regno di Luigi XV, alcuni ispettori rilevarono alcune difficoltà nel condurre gli affari nella zona, a causa delle malsane condizioni igieniche del cimitero, condizioni causate sia dall'uso eccessivo dello stesso che della lenta ed incompleta decomposizione dei corpi.
Due editti di Luigi XVI ordinarono di spostare tutti i cimiteri parrocchiali fuori città, ma tale decisione fu respinta dalle rispettive autorità parrocchiali che beneficiarono delle spese per cercare di migliorare i complessi, compresa la parrocchia degli Innocenti. Per ridurre il numero delle sepolture, fu deciso di aumentare il prezzo delle sepolture stesse. A partire dal 10 marzo 1776, fu promulgato un decreto che sancì la chiusura del cimitero degli Innocenti entro il dicembre 1780. Dopo un prolungato periodo di pioggia, avvenuto nella primavera 1780, le condizioni del cimitero divennero insostenibili.
Il 7 maggio 1780, vi fu un crollo di uno dei muri perimetrali di una fossa del cimitero, adiacente alle pareti di un seminterrato di un ristorante sito in Rue de la Lingerie. A causare tale incidente fu la formazione di liquami provenienti dalla decomposizione dei cadaveri, oltre alle ossa degli stessi che eccedevano di peso e di volume; alcuni corpi senza vita vennero, addirittura, trovati nella cantina dello stesso ristorante, quando l'oste vi scese a spillare del vino. Questo fatto increscioso convinse, il 4 settembre 1780 presso il Parlamento, il luogotenente generale della polizia Jean-Charles-Pierre Lenoir a prendere la definitiva decisione di chiudere il cimitero, vietando così ulteriori sepolture, anche per tutti gli altri cimiteri parrocchiali di Parigi, decisione presa anche per l'evidente malasanità del luogo, il tutto in presenza del Re Luigi XVI. A partire dal 1 dicembre 1780, il cimitero chiuse definitivamente i suoi cancelli, nonostante le proteste delle autorità parrocchiali che persero in definitiva il lucro sulle tasse di sepoltura. Nonostante tale decisione, le pessime condizioni igieniche continuarono a manifestarsi e solo nel 1786 il cimitero venne raso al suolo. L'artista ed architetto Charles-Louis Bernier fece molti disegni del luogo prima e durante la distruzione del cimitero.

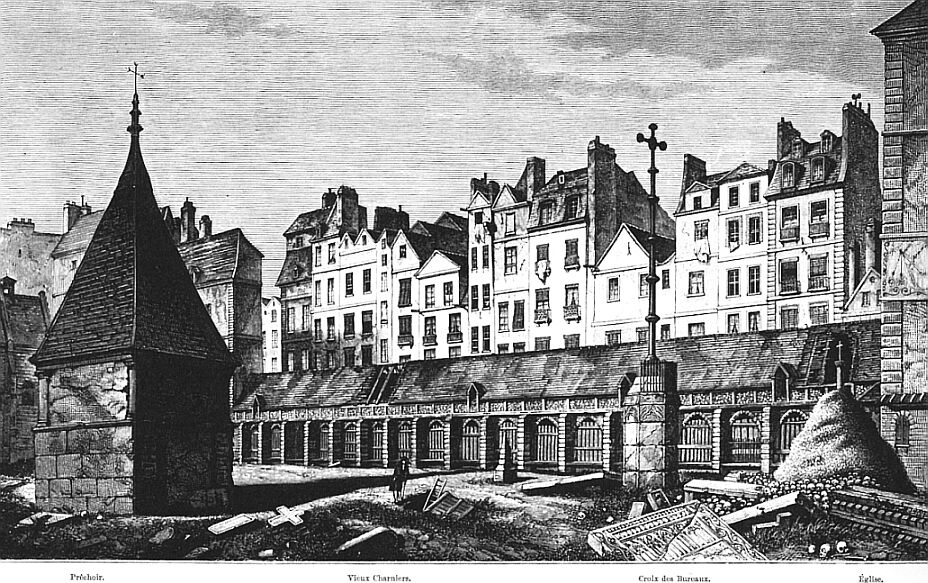
Il cimitero, ritratto da Bernier nel 1783, in fase di smantellamento.

Il 9 novembre 1785, su proposta dell'ispettore generale delle cave Charles-Axel Guillaumot, fu deciso di riesumare i corpi e spostare le ossa altrove, solo ossa rinvenute non oltre 1,60 m di profondità, per cui oggi buona parte dei defunti riposano ancora sotto Place Joachim-du-Bellay. Lenoir promosse la costruzione di catacombe e, per far ciò, fu deciso di utilizzare delle vecchie cave in pietra site vicino al quartiere di Montparnasse, lungo un sobborgo denominato Tombe-Issoire, sobborgo che prende il nome da un'omonima strada, Rue de la Tombe-Issoire, ancora oggi esistente. Per tale trasferimento occorsero 15 mesi di lavoro, caratterizzati da quotidiane processioni in presenza di sacerdoti. Durante le riesumazioni, molti corpi erano incompleti ed alcuni cadaveri erano ancora in decomposizione. Vi fu riscontrata, in ciascuno, un'alta concentrazione di grassi, in particolare di acido margarico, grassi che vennero recuperati e riciclati per realizzare candele e saponi.

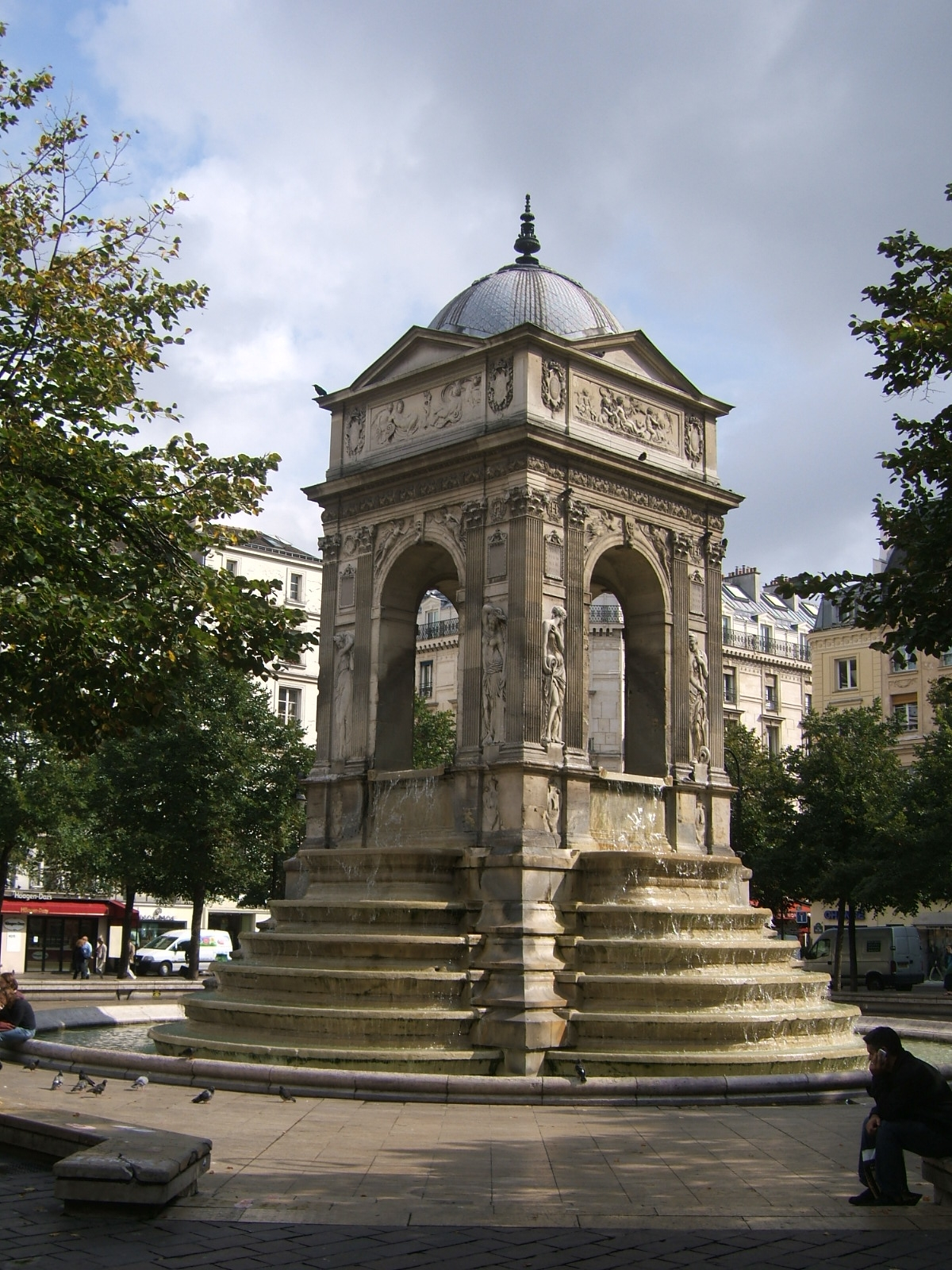
Fontana degli Innocenti sita sul centro di Place Joachim-du-Bellay.

La chiesa, invece, venne abbattuta fra il 1786 ed il 1787 e sul luogo del demolito cimitero, fu ampliato il mercato cittadino, in seguito spostato nel quartiere des Halles. La fontana delle Ninfe, eretta nel 1549 accanto alla chiesa, venne smantellata e ricostruita al centro dell'allora Place du Merché des Innocents. Oggi tale fontana è conosciuta come la "Fontana degli Innocenti" e sorge sulla Place Joachim-du-Bellay.

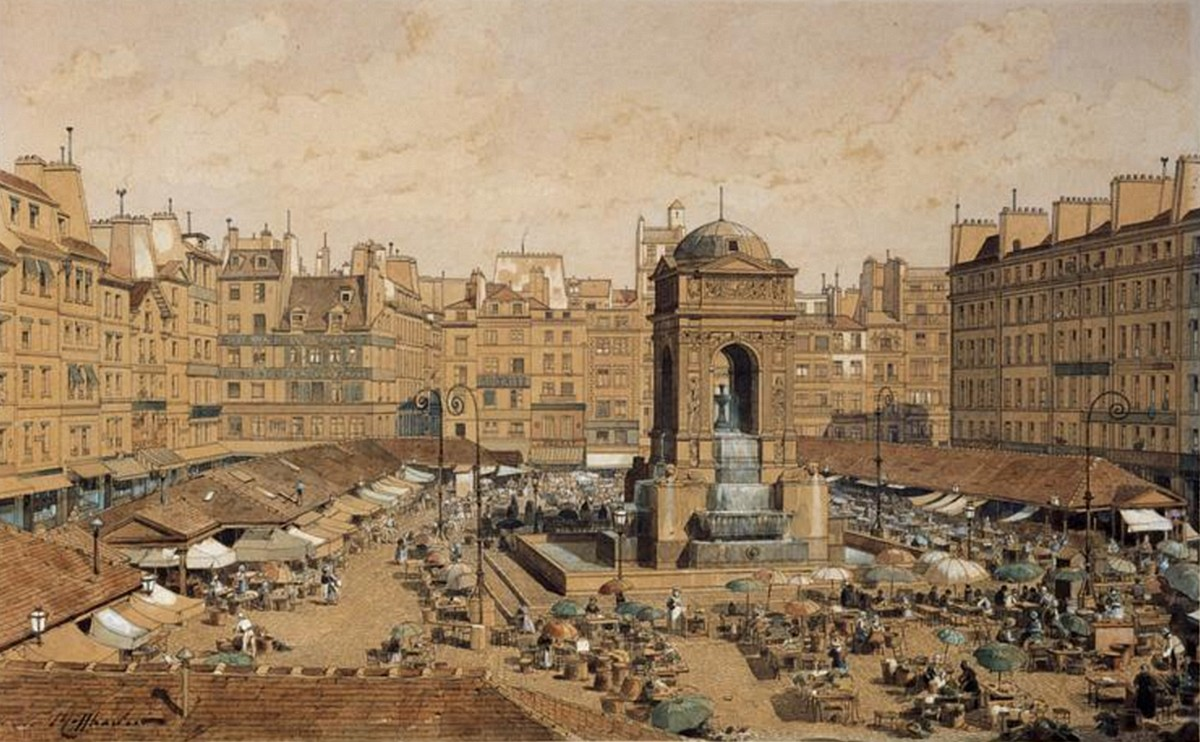
Il mercato centrale di Parigi installato sulla piazza dove sorgeva il cimitero (1850).

Oggi di questo antico cimitero non è rimasto più nessun monumento funebre, fatta eccezione di un obelisco del XVI secolo, eretto in memoria di un certo Nicolas Hennequin, un borghese parigino deceduto nel 1556. Tale obelisco, conosciuto come l'Obélisque des Innocents, è a tutt'oggi visibile nel parco dell'antico castello di Betz, nell'Oise, fatto spostare nel 1780 per volontà della Principessa di Monaco Maria Caterina Brignole Sale, ai tempi proprietaria di questo castello. Durante gli anni della Rivoluzione francese e con l'occupazione tedesca durante i due conflitti mondiali del XX secolo, l'obelisco riportò diversi danni esteriori, ma nonostante tutto è rimasto in buona parte intatto. Altre costruzioni, relative al cimitero, sono delle arcate che permettevano l'accesso al campo santo, ancora oggi visibili lungo la Rue de la Ferronnerie.
Nel 1856, il progetto di costruzione di Les Halles, di Victor Baltard, fece del mercato una struttura modulare con padiglioni in acciaio e vetro.
Con la chiusura definitiva, si è stimato che dal Medioevo fino al XVIII secolo il Cimitero degli Innocenti ospitò cadaveri appartenenti a 22 parrocchie parigine, deceduti e provenienti dall'Hôtel-Dieu, ammalati di peste e vari ignoti (taluni dei quali: annegati nella Senna, morti sulle strade e storpi del vicino quadrivio "Corte dei miracoli"), per un totale di circa due milioni di parigini.

## Nella cultura di massa
La distruzione della chiesa e la rimozione del cimitero sono stati soggetti del romanzo di Andrew Miller, Pure, vincitore del 2011 Costa Book Awards.
Nel libro Scelti dalle tenebre, di Anne Rice, il vampiro Lestat de Lioncourt risiede nel Cimitero degli Innocenti fino alla distruzione di esso.
Nel film d'animazione della Disney, Il gobbo di Notre Dame, è possibile che il cimitero vicino alla Cattedrale di Notre-Dame sia un rimando al Cimitero degli Innocenti, anche se nel film il cimitero viene posto a sud anziché a nord.

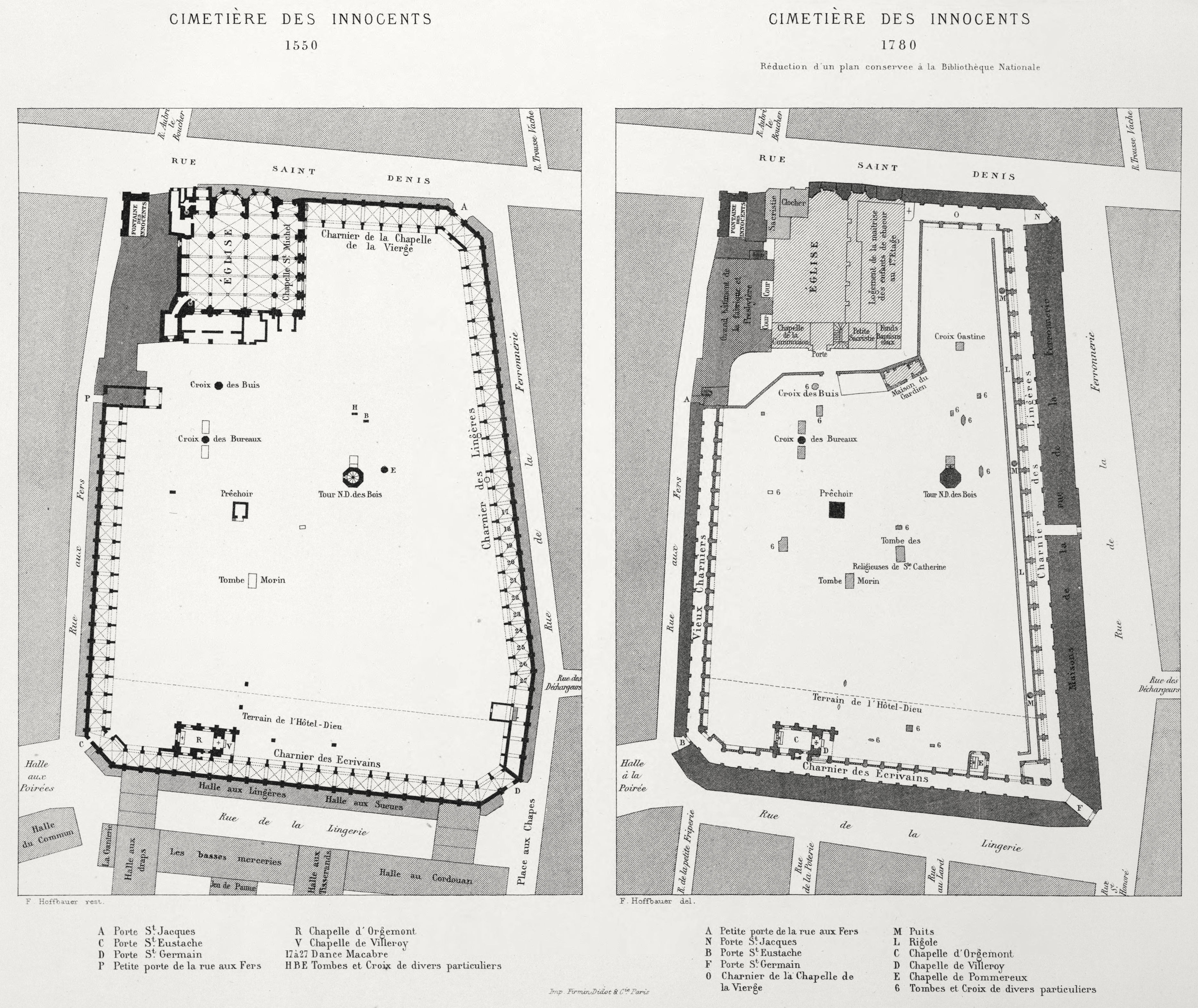
Piano del cimitero e della chiesa nel 1550 e 1780.

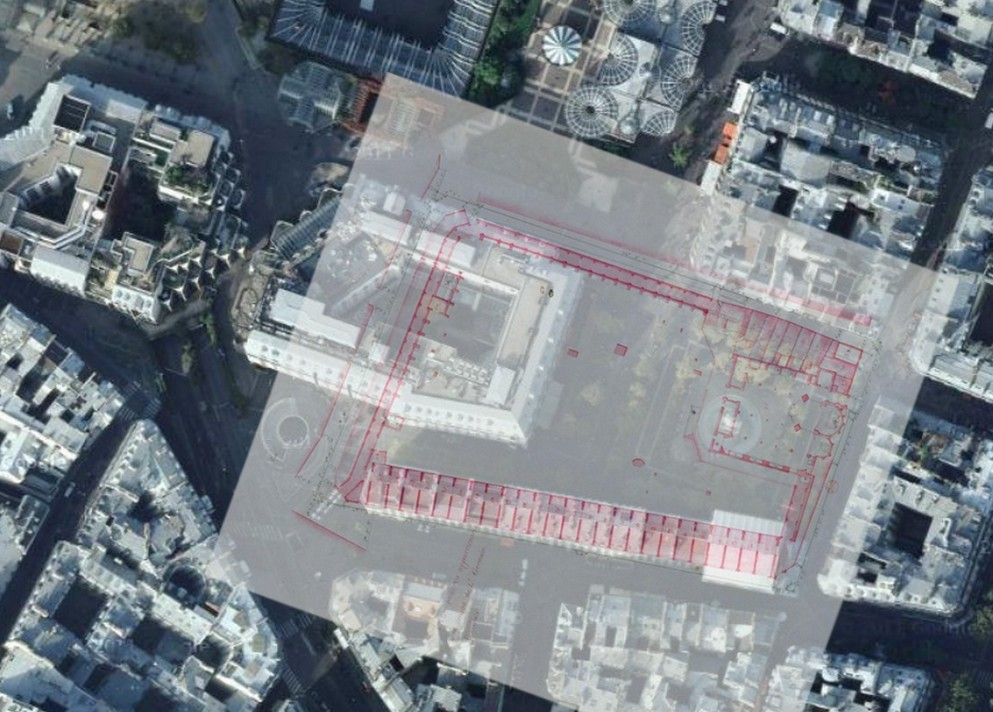
Piano del cimitero sovrapposto sull'odierna area dove sorgeva.